# Миколаївка (Сумський район, село)
Микола́ївка — село в Україні, центр Миколаївської сільської територіальної громади Сумського району Сумської області. Населення становить 957 осіб. До 2016 орган місцевого самоврядування — Миколаївська сільська рада.

## Географія
Село Миколаївка знаходиться на березі безіменної річечки, яка через 2,5 км впадає в річку Олешня. На річці велика гребля. На відстані 0,5 км розташоване село Кровне.

## Історія
Засновано на території Сумського полку 1689 року вихідцями із Гетьманщини.
За даними на 1864 рік у власницькому селі Сумського повіту Харківської губернії мешкало 880 осіб (423 чоловічої статі та 457 — жіночої), налічувалось 98 дворових господарств, існували православна церква, кінний та селітряний заводи.
Станом на 1914 рік село було центром Миколаївської волості, кількість мешканців зросла до 2302 осіб.
З 1917 — у складі УНР. З 1991 — держава Україна.
12 червня 2020 року, відповідно до розпорядження Кабінету Міністрів України № 723-р «Про визначення адміністративних центрів та затвердження територій територіальних громад Сумської області», село увійшло до складу Миколаївської сільської громади.
19 липня 2020 року, в результаті адміністративно-територіальної реформи та ліквідації Сумського району(1923—2020), увійшло до складу новоутвореного Сумського району.
31 травня 2025 року Начальник Сумської ОВА Олег Григоров підписав розпорядження про обов’язкову евакуацію жителів 11 населених пунктів Сумського району: Горобівка, Штанівка, Воронівка, Янченки, Цимбалівка, Шкуратівка, Кровне, Миколаївка, Руднівка, Спаське, Капітанівка.

## Символіка

### Герб
В срібному полі синя підкова в середині якої золота восьмипроменева зірка. Внизу на зеленій основі срібна козацька шабля. Срібна підкова - символ праці, також означає давній промисел місцевих мешканців. На території села колись був навіть кінний завод. Це зображення також традиційно символізує удачу, щастя, достаток. Золота зірка означає відродження та розквіт. Село декілька разів руйнували але його відновлювали та відбудовували. Козацька шабля символізує мужність тутешніх мешканців. Як Миколаївку, так і інші села громади було засновано козаками, вихідцями з Гетьманщини на території Сумського полку.

## Відомі люди
- Редліх Віра Павлівна (1894—1992) — радянська театральна акторка та режисер, народна артистка РРФСР.
- Вадим Стеценко — герой російсько-української війни (2014). Військовослужбовець 9 батареї 27-го реактивного артилерійського полку ЗСУ. Загинув разом із трьома військовослужбовцями під час обстрілу вогневих позицій українських військ в районі міста Щастя.
- Павло Скорик — поет із кола Анатолія Семенюти, полковник МВС України у відставці.
- Новоселець Михайло Кирилович [Архівовано 5 жовтня 2018 у Wayback Machine.][6] - кандидат фізико-математичних наук, засновник та завідувач кафедри медичної радіофізики Київського національного університету імені Тараса Шевченка.